# گام قیچی‌وار
گام قیچی‌وار، گام‌زنی قیچی‌وار، گام زدن قیچی‌وار، گام‌برداری قیچی‌وار، یا راه رفتن قیچی‌وار (Scissor gait)، نوعی گام‌برداری که در آن یک پا، پای دیگر را قطع کرده و پاها مانند قیچی قرار می‌گیرند.
گام زدن قیچی‌وار نوعی راه رفتن اسپاستیک شدید است که بیمار برای گام برداشتن و حرکت به جلو یک پا را با گام‌های کوتاه جلوی پای دیگر می‌گذارد. در حالی که پنجه پا رو به داخل قرار می‌گیرد. این گونه راه رفتن در فلج مغزی دیده می‌شود. این نوع گام‌بردای به علت اسپاسم عضلات هردو اندام تحتانی پیش می‌آید.
در گام برداری قیچی‌وار در هنگام ایستادن و راه رفتن، زاویهٔ اندام‌های تحتانی به صورت بیست و هشت درجه دورشدگی و چهارده درجه چرخش رو به بیرون است (یعنی دو تا پا ۲۸ درجه از هم فاصله دارند و هرکدام به اندازهٔ ۱۴ درجه به خارج چرخیده‌اند). وقتی فردی درهنگام راه رفتن، این زاویه را کمتر می‌کند، دچار راه رفتن قیچی‌وار خواهد بود.
گام‌برداری قیچی‌وار معمولاً بیشترین شکایت مراجعان به کلینیک‌های کاردرمانی را در حیطه کودکان فلج مغزی تشکیل می‌دهد که راهکارهای پیشنهادی کاردرمانگر باید بر اساس معاینه بالینی و شرح حال‌گیری دقیق و سیر پیشرفت پیشین و دستورهای پزشکی مراجعه باشد.